# Nowa encyklopedia powszechna PWN
Nowa encyklopedia powszechna PWN est une encyclopédie en polonais comportant plusieurs volumes et éditée par Wydawnictwo Naukowe PWN.

## Liste des volumes
- volume 1, A-C, 1995
- volume 2, D-H, 1995
- volume 3, I-Ł, 1995
- volume 4, M-P, 1996
- volume 5, P-S, 1996
- volume 6, S-Z, 1997,  (ISBN 9788301110970)
- volume 7, supplément